# St Fagans Castle
St Fagans Castle är ett slott i Storbritannien.   Det ligger i kommunen Cardiff och riksdelen Wales, i den södra delen av landet, 220 km väster om huvudstaden London. St Fagans Castle ligger 30 meter över havet.
Terrängen runt St Fagans Castle är platt åt sydväst, men åt nordost är den kuperad. Runt St Fagans Castle är det tätbefolkat, med 411 invånare per kvadratkilometer. Närmaste större samhälle är Cardiff, 6,2 km öster om St Fagans Castle. Trakten runt St Fagans Castle består i huvudsak av gräsmarker.